# Michaely Bihina
Michaely Bihina, née le 28 décembre 2003, est une footballeuse internationale camerounaise qui joue en tant que gardienne de but pour l'Éclair de Sa'a et l'équipe nationale féminine du Cameroun.

## Biographie

### Carrière en club
Bihina joue pour l'Éclair de Sa'a au Cameroun.

### Carrière internationale
Bihina est sélectionnée avec la sélection camerounaise lors des qualifications pour les Jeux olympiques d'été de 2020 (barrage CAF-CONMEBOL).

## Palmarès
- Jeux africains :
  -  Finaliste en 2019.